# Krumiri
I krumiri o crumiri sono i biscotti tipici di Casale Monferrato, nati nel 1878. È probabilmente in ricordo di Vittorio Emanuele II, morto quell'anno, che i krumiri presero la tipica forma rassomigliante ai suoi baffi. Sono stati inclusi tra i prodotti agroalimentari tradizionali (P.A.T.) piemontesi (cod.:295).

## Etimologia
I Crumiri prendono nome dalla parola crumiro, che indica un lavoratore non aderente a uno sciopero; a sua volta la parola deriva dalla bellicosa tribù tunisina dei Kroumir, che diede pretesto alla Francia per invadere la Tunisia nel 1881.

## Storia
Vennero ideati dal pasticciere casalese Domenico Rossi nel 1878. Nel 1890 il sindaco di Casale Monferrato riconobbe al Rossi la paternità dei Krumiri dopo vari premi e dal 1972 i biscotti sono protetti anche da un brevetto.